# Спурій Іцилій
Спурій Іцилій (*Spurius Icilius, д/н — після 470 до н. е.) — політичний діяч ранньої Римської республіки, один з лідерів плебеїв.

## Життєпис
Походив з шановного плебейського роду Іциліїв. Про батьків немає відомостей. Разом із братом Гаєм Іцилієм Ругою був одним з лідерів плебеїв у боротьбі із патриціями за рівні права. У 494 році до н. е. був одним з ініціаторів сецесії плебеїв на Священну гору. У 493 році до н. е. входив до складу посланців плебеїв до сенату щодо нормалізації стосунків, результатом перемовин стало впровадження посади народного трибуна.
У 492 році до н. е. вперше обирається народним трибуном. Під час своєї каденції видав закон, який закріплював право трибуна безпосередньо звертатися до народу при важкому покаранні для порушника закону. У 491 році стає плебейським еділом. За наказом народних трибунів намагався арештувати Гнея Марція Коріолана, але цього протистояли патриції.
В подальшому стає народним трибуном у 480, 471 та 470 роках до н. е. У 480 році до н. е. Спурій Іцілій намагався провести аграрний закон, перешкоджаючи набору до війська, але марно. В подальші роки каденцій використовував посаду трибуна та постійні військові конфлікти задля поліпшення становища плебеїв у обмін на підтримку набору до війська. Про долю після 470 року до н. е. нічого не відомо.